# 缅因州行政区划
美国缅因州總共擁有16個縣。缅因州原本为麻薩諸塞州下属的「緬因區」，当时下辖有9个县份。在蓄奴州与自由州達成密蘇里妥協後，缅因州於1820年3月15日正式成為一個州。即使在1820年後，缅因州的北部領土仍然是美國與英國的爭議領土。當時，幾乎整個阿魯斯圖克縣都是爭議領土。缅因州的領土爭議問題直至雙方於1842年簽定《韦伯斯特—阿什伯顿条约》才正式獲解決。
約克縣是缅因州首个縣份，於1652年由麻薩諸塞灣殖民地以馬薩諸塞州約克縣之名建立。1860年，諾克斯縣和薩加達霍克縣相繼成立。
缅因州的人口主要集中在西南部。面積較大的縣份則集中在內陸。缅因州縣份的名稱主要源自英國、美國和美國土著名稱。
以下表格會在每一個縣的名稱後面列出其聯邦資料處理標準代碼（簡稱FIPS代碼），該代碼是聯邦政府用來區分各州和各縣的唯一識別碼。缅因州的代碼是23，結合任何一個縣的代碼則為「23XXX」。所有的FIPS代碼將鏈接至該縣最近的一次人口普查數據。

## 县份列表
美国缅因州共有16个县。
| 县名           | FIPS | 县治                | 成立年份 | 成立自                         | 县名来源                            | 人口    | 面积 （Km2） | 位置 |
| 安德羅斯科金縣 | 001  | 奥本                | 1854年   | 坎伯蘭縣、肯纳贝克县和林肯縣   | 土著部落安德罗斯科金                | 107,702 | 1,287        |      |
| 阿魯斯圖克縣   | 003  | 霍尔顿              | 1839年   | 佩諾布斯科特縣和華盛頓縣       | 土著语“美丽的河流”                  | 71,870  | 17,687       |      |
| 坎伯兰县       | 005  | 波特兰              | 1761年   | 約克縣                         | 英国坎伯蘭公爵威廉王子              | 281,674 | 3,152        |      |
| 富兰克林县     | 007  | 法明顿              | 1838年   | 肯纳贝克县、牛津縣和薩默塞特縣 | 美国开国元勋本傑明·富蘭克林         | 30,768  | 4,517        |      |
| 汉考克县       | 009  | 埃尔斯沃思          | 1790年   | 林肯縣                         | 美国开国元勋约翰·汉考克             | 54,418  | 6,089        |      |
| 肯纳贝克县     | 011  | 奥古斯塔            | 1799年   | 林肯縣                         | 肯尼贝克河                          | 122,151 | 2,463        |      |
| 诺克斯县       | 013  | 罗克兰              | 1860年   | 林肯縣和瓦多縣                 | 美国战争部长亨利·诺克斯             | 39,736  | 2,958        |      |
| 林肯县         | 015  | 威斯卡西特          | 1760年   | 約克縣                         | 英国城市林肯                        | 34,457  | 1,813        |      |
| 牛津县         | 017  | 帕里斯              | 1805年   | 坎伯蘭縣和約克縣               | 马萨诸塞州城市牛津                  | 57,833  | 5,633        |      |
| 佩諾布斯科特縣 | 019  | 班戈                | 1816年   | 漢考克縣                       | 土著部落佩诺布斯科特                | 153,923 | 9,210        |      |
| 皮斯卡特奎斯縣 | 021  | 多佛-福克斯克罗夫特 | 1838年   | 佩诺布斯科特县和薩默塞特縣     | 土著语“急流”                        | 17,535  | 11,336       |      |
| 萨加达霍克县   | 023  | 巴斯                | 1860年   | 林肯縣                         | 土著语“大河河口”                    | 35,293  | 958          |      |
| 萨默塞特县     | 025  | 斯科希甘            | 1809年   | 肯纳贝克县                     | 英国萨默塞特郡                      | 52,228  | 10,606       |      |
| 瓦多縣         | 027  | 贝尔法斯特          | 1827年   | 漢考克縣、肯纳贝克县和林肯縣   | 緬因州地主和殖民地士兵塞缪尔·沃尔多 | 38,786  | 2,209        |      |
| 华盛顿县       | 029  | 马柴厄斯            | 1790年   | 林肯縣                         | 美国总统乔治·华盛顿                 | 32,856  | 8,430        |      |
| 约克县         | 031  | 艾尔弗雷德          | 1652年   | 以約克夏縣之名自緬因區成立     | 英国约克公爵                        | 197,131 | 3,292        |      |

## 歌曲
於缅因州中，不少小學都會教導學生唱《緬因州縣歌》（Maine County Song）以協助學生記憶缅因州16個縣的名稱。此歌曲以洋基歌作為音樂，配上歌詞詠唱。
以下是《緬因州縣歌》的歌詞：
Sixteen counties has our state
Cumberland and Franklin
Piscataquis and Kennebec
Oxford, Androscoggin
Waldo, Washington, and York
Lincoln, Knox, and Hancock
Sagadahoc and Somerset
Aroostook and Penobscot
譯文：
我們的州有16個縣
坎伯蘭和富蘭克林
皮斯卡塔奎斯和肯納貝克
牛津、安德羅斯科金
沃爾多、華盛頓和約克
林肯、諾克斯和漢考克
薩加達霍克和薩默塞特
阿魯斯圖克和佩諾布斯科特

另一個版本則為：
The sixteen counties in our state
Are Cumberland and Franklin
Piscataquis and Somerset
Aroostook, Androscoggin
Sagadahoc and Kennebec
Lincoln, Knox and Hancock
Waldo, Washington and York
Oxford and Penobscot
譯文：
我們州中的16個縣
是坎伯蘭和富蘭克林
皮斯卡塔奎斯和薩默塞特
阿魯斯圖克、安德羅斯科金
薩加達霍克和肯納貝克
林肯、諾克斯和漢考克
沃爾多、華盛頓和約克
牛津和佩諾布斯科特